# روني إيرل
روني إيرل (بالإنجليزية: Ronnie Earle)‏ هو محامي أمريكي، ولد في 23 فبراير 1942 في فورت وورث في الولايات المتحدة.

## وصلات خارجية
- روني إيرل على موقع إن إن دي بي (الإنجليزية)